# Francisco Valada
Francisco Valada (Cartaxo, Cartaxo, 15 de maio de 1941 - 23 de dezembro de 2021) foi um ciclista português.

## Carreira
Valada representou sua nação nos Jogos Olímpicos de Verão de 1960, em Roma, e venceu a Volta a Portugal em 1966.

## Carreira desportiva
- 1966, Benfica, Portugal

## Palmarés
- 1966, venceu a Volta a Portugal